# Coppermine (fiume)
Il Coppermine  è un fiume del Canada, lungo circa 840 chilometri. Esso nasce dal Lac de Gras, non lontano dal Grande Lago degli Schiavi, nei Territori del Nord-Ovest e scorre verso nord, entrando nel Nunavut, sfociando poi nel Golfo dell'Incoronazione, nello Stretto Dolphin e Union.